# Leo Suter
Leo Suter (26 de septiembre de 1993) es un actor británico.

## Biografía
Suter nació en Londres y se educó en Colet Court, St Paul's School y New College, Oxford, donde estudió Ciencias Humanas.
Comenzó a actuar a los once años mientras aún estudiaba en la escuela. Tras participar en la última obra de su escuela firmó su primer contrato de actuación profesional. Sus papeles teatrales incluyeron a Patsy en The Winterting de Oxford Playhouse, Subtle en The Alchemist de Arcola Theatre, y Mercucio en Romeo and Juliet de Southwark Playhouse. Más recientemente, Suter interpreta a Harald Sigurdsson en la serie Vikings: Valhalla, dirigida por Jeb Stuart y producida por Netflix.

## Filmografía

### Películas
| Año  | Título                      | Papel           |
| ---- | --------------------------- | --------------- |
| 2013 | Vueltas y vueltas al jardín | Jardinero       |
| 2014 | Pernicioso                  | hombre joven    |
| 2016 | Caído                       | Trevor Beckman  |
| 2019 | Te encontraré               | Roberto Pulaski |
| 2024 | Widow Clicquot              | TBA             |

### Televisión
| Año  | Título             | Papel               | Notas        |
| ---- | ------------------ | ------------------- | ------------ |
| 2012 | Mala educación     | alumno elegante     | [ 6 ]        |
| 2017 | Victoria           | Eduardo Drummond    | 8 episodios  |
| 2017 | Rescate            | Simón Holman        | 1 episodio   |
| 2018 | Camarilla          | Jack Yorke          | 6 episodios  |
| 2019 | Casa Beecham       | Daniel Beecham      | 6 episodios  |
| 2019 | Sanditón           | James Stringer      | 8 episodios  |
| 2020 | Inteligencia       | Tom Austin          | 1 episodio   |
| 2020 |                    | Capitán Bill Lauder | 1 episodio   |
| 2022 | Vikingos: Valhalla | Harald Hardrada     | 3 temporadas |